# هانس-والتر پیترز
هانس-والتر پیترز (به آلمانی: Hans-Walter Peters) (زاده ۱۹۵۶) سرمایه‌دار، بانکدار و مدیر ارشد اجرایی آلمانی است، که در حال حاضر به‌عنوان مدیر عامل اجرایی و رییس هیئت مدیره بانک برنبرگ فعالیت می‌نماید.